# V75 Guiden
V75 Guiden är en veckotidning om trav- och galoppsport. Den grundades 1968 av Ulf Donar, Staffan Linse och Lars-Göran "Lilleman" Forsberg och hette då Träningstipset med Solvalla-Guiden. Samma företag skapade 1974 V65-Guiden och senare även Guiden för Dagens Dubbel. Företaget köptes 1989 av Medströmsförlagen AB, som i sin tur 2001 köptes av Hjemmet Mortensen AB. Enligt Kungl. bibliotekets katalog bär publikationen namnet Rikstoto-guiden V75, före 1993 Rikstoto-guiden V65, före 1979 Guiden V-65 och Solvalla. ISSN saknas.

### Fotnoter
1. ↑  V75 Guiden Arkiverad 7 augusti 2007 hämtat från the Wayback Machine., besökt 22 april 2007
2. 1 2 3  V75 Guiden: Om V75 Guiden - historik[död länk]
3. ↑  TS-kontrollerad upplaga 2006